# Antonino Pereira de Alencar
Antonino Pereira de Alencar (Exu, 10 de maio de 1822 — Fortaleza, 11 de março de 1889) foi sacerdote católico, professor e político brasileiro. Foi por diversas vezes deputado provincial do Ceará, tendo chegado a exercer a presidência da Assembleia Legislativa daquela província.

## Biografia
Nasceu em Exu, Pernambuco, filho de Antônio Leão da Franca e de Inácia Pereira de Alencar. Era, portanto, primo-irmão do senador José Martiniano de Alencar e de Tristão Gonçalves de Alencar Araripe.

Recebeu as ordens sacras pelo seminário do Maranhão, em 1845, juntamente com seu irmão, Joaquim Pereira de Alencar (avô do monsenhor Antônio Alexandrino de Alencar, que também veio a ser deputado provincial).
Por ato de 20 de fevereiro de 1855, teve nomeação de membro substituto do Conselho Diretor da Instrução Pública, efetivado a 4 de janeiro de 1859.
Exerceu o magistério como lente da cadeira de Latim do Liceu do Ceará, e nomeado catedrático por ato de 8 de fevereiro de 1848, após submeter-se a concurso público. Vereador e presidente da Câmara Municipal de Fortaleza, de 21 de janeiro a 9 de fevereiro de 1868. Juiz de paz e membro da Comissão de Socorros, na seca de 1877.
Foi deputado provincial pelo Partido Liberal de 1864 a 1869, de 1880 a 1881 e de 1888 a 1889.
Fundada a “União do Clero”, foi o seu primeiro presidente, nomeado a 30 de março de 1884. Faleceu vítima de apoplexia, em Fortaleza.